# Bariša Čolak
Bariša Čolak (Dužice, Široki Brijeg, 1. siječnja 1956.) je hrvatski bosanskohercegovački političar i pravnik. Ministar pravde Bosne i Hercegovine od 2007. do 2015. godine i hrvatski član Kolegija i predsjedatelj Doma naroda Parlamentarne skupštine BiH od 2015. do 2019. Član je HDZ-a BiH, a trenutno je izaslanik u Domu naroda Parlamentarne skupštine BiH.
U Vladi HR Herceg-Bosne bio je ministar pravosuđa i uprave od 1994. do 1996. Od 1996. do 1999. bio je predsjednik vlade Županije Zapadnohercegovačke. Nakon toga imenovan je ministrom pravde u Vladi Federacije BiH i na toj dužnosti ostaje do 2001., a nakon toga je zastupnik u Zastupničkom domu Parlamenta Federacije BiH do 2002. Vršitelj dužnosti predsjednika HDZ-a BiH bio je od 10. svibnja 2002. do 26. travnja 2003. godine, a nakon toga je predsjednik stranke do 2005. Ministrom sigurnosti u Vijeću ministara BiH imenovan je 2002., a na toj dužnosti ostao je do imenovanja ministrom pravde BiH 2007.

## Mladost
Bariša Čolak rođen je u Širokom Brijegu u obitelji Ivana i Mare. U rodnom gradu završio je osnovnu školu i gimnaziju maturirajući 1975. Diplomirao je na Pravnom fakultetu Sveučilišta u Mostaru 1979., a pravosudni ispit položio iduće godine u Sarajevu.
Nakon što je diplomirao radio je kao direktor Fabrike građevinske bravarije "Metalac Lištica" u okviru mostarskog poduzeća Soko od 1979. do 1988. s prekidom između travnja 1980. i travnja 1981. Od 1988. pa sve do 1993. radio je kao sudac Osnovnog suda u Širokom Brijegu.

## Politička djelatnost
Čolak se učlanio u HDZ BiH 1993. Od 1993. pa do 1994. bio je pomoćnik ministra pravosuđa u Vladi Herceg-Bosne Krešimira Zubaka, a potom i njegov zamjenik. Nakon što je 1994. Washingtonskim sporazumom stvorena hrvatsko-bošnjačka Federacija Bosne i Hercegovine, Zubak je imenovan njezinim predsjednikom, a na položaju ministra pravosuđa Herceg-Bosne zamijenio ga je Čolak.
Nakon ustroja županija Federacije BiH 1996., Čolak je izabran za prvog predsjednika vlade Županije Zapadnohercegovačke. Na tom položaju ostao je do 1999. kada je imenovan ministrom pravde u Vladi Federacije BiH mijenjajući dotadašnjeg ministra Ignjaca Dodika koji je dao ostavku radi preuzimanja druge dužnosti. Na općim izborima 2000. dobio je mandat u Zastupničkom domu Parlamenta FBiH gdje je ostao do svibnja 2002. radi bavljenja stranačkim dužnostima.

## Na čelu HDZ-a BiH
Nakon što je Ante Jelavić podnio ostavku na mjesto predsjednika HDZ-a BiH 4. svibnja 2002., glavni kandidati za vršitelja dužnosti predsjednika stranke bili su Niko Loznačić i Čolak. Lozančić je odbio prihvatiti dužnost kao znak prosvjeda prema visokom predstavniku za BiH Paddyu Ashdownu, Čolak je također odbio dužnost. Ipak, Čolak je izabran za vršitelja dužnosti predsjednika stranke 10. svibnja 2002. Glavni zadatak kao vršitelja dužnosti predsjednika bio mu je da pripremi stranku za opće izbore 2002.
Nakon Jelavićeve ostavke HDZ BiH je bio potresen, zbog čega su neki članovi započeli borbu za preuzimanje stranke. Pošto je Čolak preuzeo vodstvo, HDZ BiH su napustila trojica zastupnika HDZ-a BiH u Zastupničkom domu PS BiH bliska međunarodnoj zajednici, Miro Grabovac Titan, Dragan Vukić i Marko Amidžić. Čolak je, međutim, uspio sačuvati jedinstvo HDZ-a BiH i osigurati njezin položaj kao stožerne političke stranke među Hrvatima u BiH.
Na općim izbora 2002., Čolak je dobio mandat u Zastupničkom domu Parlamenta FBiH. Nakon njiih, uslijedili su duži pregovori oko uspostavljanja nove vlasti. Čolak je, zajedno s predsjednikom SDA, Sulejmanom Tihićem, u Sarajevu 22. studenog 2002. potpisao Platformu za uspostavljanje parlamentarne većine. U siječnju 2003. Čolak je imenovan ministrom sigurnosti u Vijeću ministara BiH kojem je predsjedatelj bio Adnan Terzić iz SDA.
Predsjedništvo HDZ-a BiH kandidiralo je Čolaka za predsjednika stranke, a njegov protukandidat Zoran Marić dobio je potporu izaslanika za kandidaturu. Na Osmom saboru HDZ-a BiH, održanom 26. travnja 2003. u Mostaru, Čolak je s 393 glasa izabran za predsjednika, a Marić je dobio 102 glasa. Na Saboru stranke bio je prisutan i Zi Jang, predstavnik Centralnog komiteta Komunističke partije Kine koji je na Saboru naglasio kako KPK pridaje veliku važnostu suradnji s HDZ-om BiH, za kojeg je rekao da je među najvažnijim strankama u BiH. S njim je također bio prisutan i Volker Schimfl, kao izaslanik njemačke Kršćansko-demokratske unije. Saboru je također nazočio i srpski član Predsjedništva BiH i član SDS-a Mirko Šarović.

## Član Vijeća ministara BiH
Istovremeno je ostao na dužnosti ministra sigurnosti BiH do siječnja 2007. U novom sazivu Vijeća ministara pod predsjedanjem Nikole Špirića iz SNSD-a imenovan je ministrom pravosuđa, te je nastavio vršiti dužnost i u sazivu Vijeća ministara pod predsjedanjem Vjekoslava Bevande iz HDZ-a BiH nakon 2012.
Čolak je bio u posjeti Kini 18. prosinca 2012. zbog potpisivanja ugovora kojim se uređuju pitanja međunarodne pravne pomoći između Bosne i Hercegovine i Kine u kaznenim, građanskim i trgovačkim stvarima i izručenju. Tijekom posjeta, Čolak se sastao s kineskim ministrom pravosuđa Vu Aijingom, ministrom javne sigurnosti Mengom Džianžuom, ministrom vanjskih poslova Jangom Džiečiem te glavnim tužiteljem Vrhovnog narodnog tužiteljstva Caom Džianmingom i ravnateljem Ureda za zakonodavne poslove Državnog vijeća Songom Dahanom. BiH je nakon potpisivanja ovih ugovora postala jedina zemlja u regiji koja je uspostavila ovu vrstu suradnje s Kinom.
Zajedno s ministrom pravosuđa Ruske Federacije, Aleksandrom Konovalovim, Čolak je u Sankt Peterburgu 19. lipnja 2014. potpisao memorandum o suradnji dvaju ministarstava pravosuđa. Time su stvoreni uvjeti za razvoj suradnja između ministarstava pravosuđa BiH i Rusije te je olakšana razmjena informacija o pravnim stvarima koje su u interesu dviju država.

## Obitelj
Čolak je oženjen Anelom Čolak s kojom ima dvije kćerke, Mariju i Anu te sina Marka.